# Bulgariens politik

## Partier
- Bulgariska socialistpartiet (Българска социалистическа партия) är det gamla kommunistpartiet som bytte namn inför de första parlamentsvalen i juni 1990. Partiet vann också de första valen och fick bilda regering men till följd av en generalstrejk avgick regeringen den 7 december 1990. Partiet återkom till makten 1994, satte stopp för alla reformer och stärkte banden med Ryssland. Under denna tid fick Bulgarien en kraftig inflation, arbetslösheten ökade kraftigt, statliga företag gavs bort till lojala partimedlemmar och brottsligheten gick upp. Våren 1997 drabbades Bulgarien av generalstrejker och upplopp och den socialistiska regeringen tvingades att avgå. Vid valen den 25 juni 2005 vann den valkoalition som socialistpartiet ingick i 31 % av rösterna och partiet bildade en koalitionsregering tillsammans med Nationella rörelsen Simeon II och Rörelsen för rättigheter och friheter.

- Demokratiska krafters union (Съюз на демократичните сили) bildades i december 1989 och bestod av flera oppositionsgrupper. Partiet ledde den koalitionsregering som fick överta regeringsmakten i slutet av 1990. Regeringen såg till att Bulgarien fick en ny författning den 12 juli 1991. Efter parlamentsvalen i november 1991 bildade DKU en ny koalitionsregering tillsammans med Rörelsen för rättigheter och friheter. Regeringens försök till reformer fick motstånd från parlamentet och den avgick efter att ha förlorat en förtroendeomröstning i slutet av 1992. Partiet återkom efter att ha fått 55 % av rösterna i valet 1997. Partiet kunde börja förhandla om medlemskap i EU men de ekonomiska och sociala reformer som genomfördes gjorde att partiet tappade stöd bland väljarna. Den koalition som partiet ingick i vid valet 2001 fick 18,2 % av rösterna.

- Nationella rörelsen Simeon II (Национално движение Симеон Втори) grundades 2001 och dess ledare Simeon Sachsen-Coburg-Gotha blev premiärminister efter valen 2001. Det är ett socialliberalt parti som bland annat har stött bulgariskt medlemskap i EU.

- Rörelsen för rättigheter och friheter (Движение за права и свободи) bildades från början för att ta tillvaro den turkiska minoritetens intressen. Partiets motståndare har ansett att partiet är i strid med en lag som förbjuder politiska partier grundade på religion eller etnicitet. Partiet ingick i den koalitionsregering som fick makten 1991-1992 och medverkar i regeringen sedan 2001.

## Sedan 2010
Med undantag för ett kortare avbrott styrdes Bulgarien av högerpartiet Gerb och premiärminister Bojko Borisov från 2009 fram till valet i april 2021. Ett ökande missnöje med Borisovs styre gjorde att Gerb tappade mark i valet men partiet blev ändå störst i parlamentet.

## Premiärministrar sedan 1991
| Namn                              | Mandatperiod                       | Parti                         |
| Filip Dimitrov                    | 8 november 1991 - 30 december 1992 | Demokratiska krafters union   |
| Ljuben Berov                      | 30 december 1992 - 17 oktober 1994 | (opolitisk)                   |
| Reneta Indzjova (tillförordnad)   | 17 oktober 1994 - 25 januari 1995  | (opolitisk)                   |
| Zjan Videnov                      | 25 januari 1995 - 13 februari 1997 | Bulgariska socialistpartiet   |
| Stefan Sofijanski (tillförordnad) | 13 februari 1997 - 21 maj 1997     | Demokratiska krafters union   |
| Ivan Kostov                       | 21 maj 1997 - 24 juli 2001         | Demokratiska krafters union   |
| Simeon Sachsen-Coburg-Gotha       | 24 juli 2001 - 17 augusti 2005     | Nationella rörelsen Simeon II |
| Sergej Stanisjev                  | 17 augusti 2005 -                  | Bulgariska socialistpartiet   |